# Andriej Kanczelskis
Andriej Antanasowicz Kanczelskis (ros. Андрей Антанасович Канчельскис, ukr. Андрій Антанасович Канчельскіс, Andrij Antanasowycz Kanczelskis; ur. 23 stycznia 1969 w Kirowohradzie) – rosyjski trener piłkarski, a wcześniej piłkarz grający na pozycji pomocnika, pochodzenia litewskiego, urodzony i wychowany w Ukraińskiej SRR. Przyjął rosyjskie obywatelstwo i reprezentował ten kraj. Grał na pozycji pomocnika. W 2007 roku podjął decyzję o zakończeniu kariery piłkarskiej.

## Kariera piłkarska

### Kariera klubowa
Kanczelskis rozpoczynał swoją karierę klubową w młodzieżowej drużynie Zirka Kirowohrad (1986–1987). W 1988 przeszedł do Dynama Kijów, ale nie potrafił przebić się do podstawowego składu. W 1990 przeniósł się do Szachtara Donieck. Jego postępy w lidze radzieckiej przyczyniły się do zaskakującego transferu do Manchesteru United w 1991 roku. 11 maja 1991 Kanczelskis zadebiutował w MU w meczu przeciwko Crystal Palace. Wraz z zespołem zdobył dwa razy mistrzostwo Premiership (w 1993 i 1994) oraz Puchar Anglii w 1994 roku. W 1994 wystąpił również w finale Pucharu Ligi, jednak po zagraniu ręką został usunięty z boiska, a Manchester United przegrał z Aston Villą. Kanczelskis rozegrał dla United 158 meczów i zdobył 36 bramek.
W 1995 Kanczelskis został sprzedany do zespołu zdobywcy Pucharu Anglii Evertonu. W swoim pierwszym sezonie zdobył 16 goli i był jednym z najlepszych skrzydłowych w całej Europie. Szybko zyskał szacunek fanów Evertonu, głównie dzięki dwóm bramkom zdobytym na Anfield Road w meczu przeciwko Liverpoolowi. Wraz z zespołem zajął wysokie, 6. miejsce w Premiership, jednak w kolejnym sezonie już nie zachwycał i został sprzedany za 8 mln funtów do Fiorentiny. W latach późniejszych nie nawiązywał już do dawnej formy z okresu gry w Manchesterze United i Evertonie. Jego kolejnymi klubami były: Rangers F.C., Manchester City, ponownie Rangers, Southampton FC, saudyjski Al-Hilal Rijad oraz zespoły rosyjskie Saturn Ramienskoje i Krylia Sowietow Samara.

### Kariera reprezentacyjna
Kanczelskis reprezentował od 1988 roku Związek Radziecki. W reprezentacji tego kraju rozegrał 23 mecze i zdobył 3 bramki. Wystąpił na Mistrzostwach Europy 1992 jako zawodnik reprezentacji Wspólnoty Niepodległych Państw. Mimo swojego litewskiego pochodzenia i wychowania się na Ukrainie zdecydował się na reprezentowanie Rosji. Z powodu bojkotu trenera Pawła Sadyrina ominęły go finały Mistrzostw Świata 1994, wystąpił zaś na Mistrzostwach Europy w 1996. Ogółem rozegrał dla reprezentacji Rosji 36 meczów i zdobył 5 bramek.

## Kariera trenerska
W latach 2009–2010 trenował Torpedo-ZIŁ Moskwa. W grudniu 2010 objął stanowisko głównego trenera FK Ufa. W maju 2012 został zwolniony z zajmowanego stanowiska.